# Mihtarlam
Mihtarlam (persiska: مِهتَرلام), även Mehtar Lam, är en provinshuvudstad i Afghanistan. Den ligger i provinsen Laghman, i den östra delen av landet, 795 meter över havet. Mihtarlam beräknades 2015 ha mellan 27 000 och 33 000 invånare.